# Panarabisme
Ne doit pas être confondu avec Panislamisme.

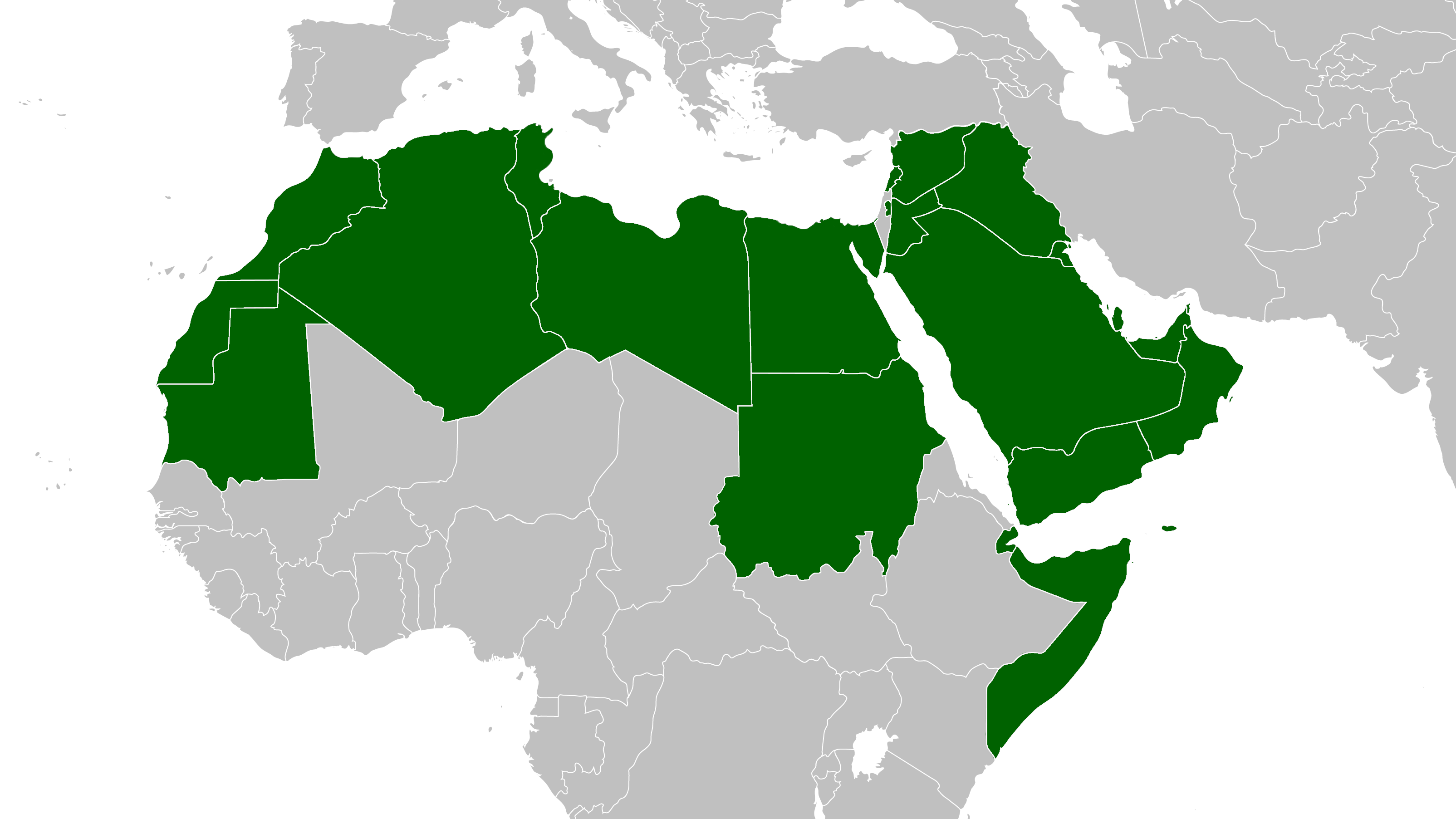
Carte du monde arabe.

Le drapeau de la libération arabe a été créé par le mouvement des officiers libres, à l'origine de la révolution égyptienne de 1952. Il est associé au nassérisme, au républicanisme et au panarabisme. Plusieurs drapeaux arabes modernes s'inspirent de lui.

Le panarabisme (en arabe : الوحدة العربية, al-waḥda al-ʿarabiyya) est un mouvement politique, culturel, et idéologique fortement séculier qui vise à réunir et à unifier les peuples arabes qu’ils soient sunnites, chiites ou chrétiens au sein d’un seul État. Il se propose de défendre l'identité arabe.
Le panarabisme découle, sur les plans historique, idéologique et stratégique, du nationalisme arabe, dont il constitue la concrétisation politique, institutionnelle, territoriale et géopolitique,.
Le chérif de La Mecque Hussein ben Ali est fréquemment considéré comme le fondateur du panarabisme. Ce mouvement atteint son apogée durant les années 1950 et 1960 avant de décliner à partir du milieu des années 1970.

## Concept idéologique

Drapeau du panarabisme.

Le mouvement de la renaissance arabe, la Nahda, s'est développé au XIXe siècle. Ce mouvement insiste sur l'unité de tous les musulmans au profit de l'identité arabe et exalte la grandeur de l'héritage arabe musulman, et particulièrement l'unité du VIIe siècle sous la dynastie des Omeyyades. Ce courant idéologique forge des hommes qui veulent assurer la succession de l'Empire ottoman, au nom du nationalisme arabe.
Ce mouvement remporte fréquemment les suffrages des élites, remplaçant peu à peu le sentiment d'appartenance à l'islam, ce qui n'est pas toujours le cas pour le peuple. Ce mouvement est théorisé aussi bien par des chrétiens que par des musulmans, ce qui lui donne une coloration laïque, en tout cas œcuménique et transcendant les religions. Après la Première Guerre mondiale, le sentiment nationaliste arabe est très fort, mais c'est néanmoins la division qui prévaut, une division non-consentie, élaborée dans les accords Sykes-Picot.

## Les mouvements politiques

### Le parti Baas
Le parti Baas (Baas signifiant renaissance en arabe) incarne le renouveau du nationalisme arabe. Il est fondé en 1947 par Michel Aflaq et Salah al-Din al-Bitar, le premier étant chrétien et le second musulman. Le but de ce mouvement est de créer une nation arabe, avec un socialisme arabe et laïque.

Peuplement arabophone.

Selon ses créateurs, la Nation Arabe est porteuse d'une mission éternelle. Ils insistent sur la dimension culturelle arabe commune, un fait de civilisation que représente l'islam.
Le parti comprend un commandement national à l'échelle de la nation arabe et des commandements régionaux à l'échelle de chaque pays. Le parti Baas se développe en Syrie et en Irak mais le parti est jugé trop autoritaire et les divisions en son sein font qu'il n'a qu'une portée limitée.

### Le nassérisme

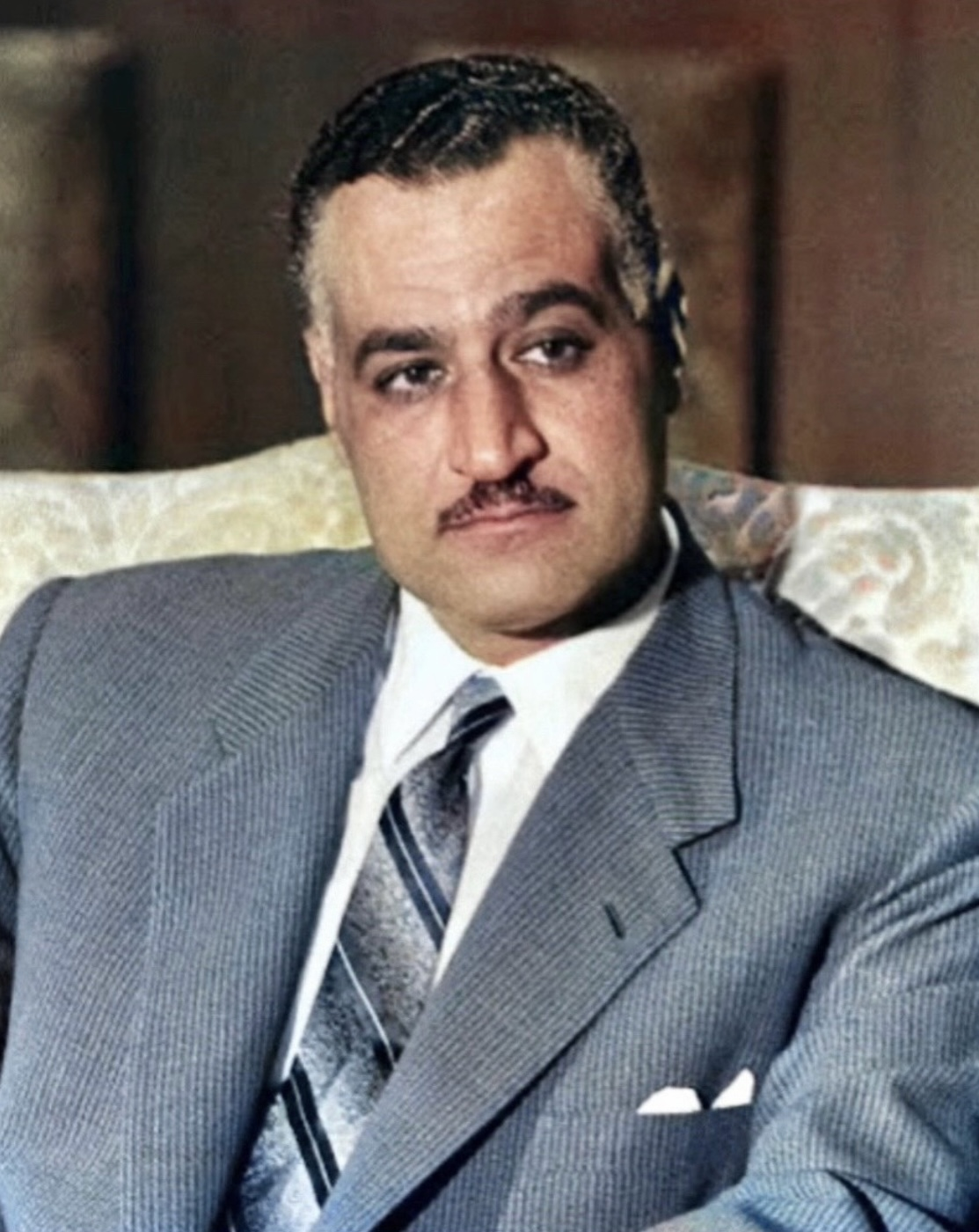
Gamal Abdel Nasser

En Égypte, après avoir renversé le roi Farouk en 1952, Gamal Abdel Nasser développe un nouveau courant panarabiste, le nassérisme. L'action est alors nettement orientée contre l'Occident. La nationalisation du canal de Suez en 1956 s'inscrit en partie dans cette optique. À l'époque, Nasser veut construire le barrage décisif d'Assouan pour gérer les crues du Nil et se trouve obligé de nationaliser le canal pour pouvoir financer le projet. Cette crise a des répercussions mondiales. Par ailleurs, l'idéologie nassérienne est cristallisée par le conflit israélo-palestinien et la création de l'État d'Israël. Le panarabisme devient discours d'État. Le panarabisme de Nasser persistera après sa mort.

## Les tentatives d'union
Mouammar Kadhafi, au pouvoir en Libye à partir de 1969, est fortement influencé à ses débuts par le nassérisme. En 1971, la République arabe libyenne signe avec la Syrie et l'Égypte un traité instituant l'Union des républiques arabes, fédération qui échoue cependant à se concrétiser. Tout au long de la carrière politique de Kadhafi, la République arabe libyenne (puis la Jamahiriya arabe libyenne) suit une ligne politique à la fois panarabiste et panafricaine, signant avec divers pays d'Afrique du Nord et d'Afrique subsaharienne une série d'accords d'unions, par exemple avec la Tunisie en 1973, avec le Tchad en 1980 ou avec le Maroc en 1984. Aucune de ces tentatives ne débouche concrètement sur les unifications de la « nation arabe » et des peuples d'Afrique prônées par Kadhafi.